# Мірошкін Сергій Миколайович
Сергій Миколайович Мірошкін (нар. 24 червня 1968, Мінськ, Білоруська РСР) — радянський та білоруський футболіст, центральний захисник.

## Життєпис
Вихованець СДЮШОР «Динамо» (Мінськ). Перший тренер — Анатолій Іванович Боговик. Грав у чемпіонаті БРСР серед трудових колективів за солігорський «Шахтар» і за мінський «Супутник». У «Супутнику» його шляхи перетнулися з Юрієм Пунтусом.
У 1991 році перейшов у луганську «Зорю». Разом з командою став другим в зоні «Захід» другої ліги останнього чемпіонату СРСР. Після розпаду Союзу Сергій продовжив кар'єру в «Зорі», яка виступала вже у вищій лізі чемпіонату України. Дебютував у чемпіонаті України за луганський колектив 7 травня 1992 року в переможному (1:0) домашньому поєдинку 13-го туру підгрупи 2 проти одеського СКА. Сергій вийшов на поле в стартовому складі та відіграв увесь матч. Також виступав за аматорський клуб МАЛС (Лутугіно). У 1993 році він повернувся додому — до складу «Німану», з яким став володарем Кубка Білорусі. 1995 року захищав кольори «Фомальгаут» (Борисов), а наступного року —«Торпедо» (Мінськ). З 1996 по 1999 рік виступав за БАТЕ, а в 1999 році на правах оренди за фарм-клуб борисовського колективу — «Зміну-БАТЕ». Разом з БАТЕ пройшов шлях від Другої ліги до еліти білоруського футболу, тривалий час був капітаном команди.
З 2000 по 2001 рік знову був гравцем гродненського «Німану». Завершив кар'єру гравця в 2002 році в Солігорську, залишився шахтарій й по завершенні кар'єри футболіста, працював адміністратором команди. Згодом працював таксистом та оператором зв'язку.
У 2009 році зіграв у складі БАТЕ зразка сезону 1999 року в благодійному матчі проти збірної Білорусі 90-их років.

## Титули і досягнення
- Володар Кубка Білорусі (1):

«Німан» (Гродно): 1992-93